# VK Crvena Zvezda
VK Crvena Zvezda (em sérvio:  Vaterpolo  klub Crvena Zvezda) é um clube de polo aquático sérvio da cidade de Belgrado. atualmente na Liga Sérvia. É um dos clubes mais vitoriosos do polo aquático europeu.'

## História
VK Crvena Zvezda foi fundado em 1945 na então Iugoslávia.

## Títulos
- LEN Champions League (7)
  - 2013
- LEN Super Cup
  - 2013
- Liga Sérvia (26)
  - 1992, 1993, 2013, 2014
- Copa da Sérvia
  - 2013, 2014